# Nabba
Nabba är en by i Femsjö socken, Hylte kommun.
Nabba är beläget öster om sjön Stora Frillen, det äldre odlingslandskapet utnyttjas idag främst för naturbete. Terrängen är lätt kuperad med en mängd odlingsrösen och välbevarade stengärdesgårdar. Byns tre gårdar ligger nära vägen som passerar genom byn. Mangårdsbyggnaderna är från 1800-talet och huvuddelen av ekonomibyggnaderna härrör även de från 1800-talet. Gården längst i väster är uppförd laga skifte, medan de böda andra uppfördes efter skiftet. Öster om byn finns ett äldre sågverk, nu nedlagt men med byggnaderna bevarade. Byn har av Länsstyrelsen i Hallands län har klassat byn som ett riksintresse för kulturmiljövården.